# 亚历克西·雷诺
亚历克西·雷诺（法語：Alexis Raynaud，1994年8月19日—），法国男子射击运动员。他曾代表法国参加2016年夏季奥林匹克运动会射击比赛，获得男子50米步枪三姿铜牌。